# Epeolus tibetanus
Epeolus tibetanus là một loài Hymenoptera trong họ Apidae. Loài này được Meade-Waldo mô tả khoa học năm 1913.